# Exposición doble

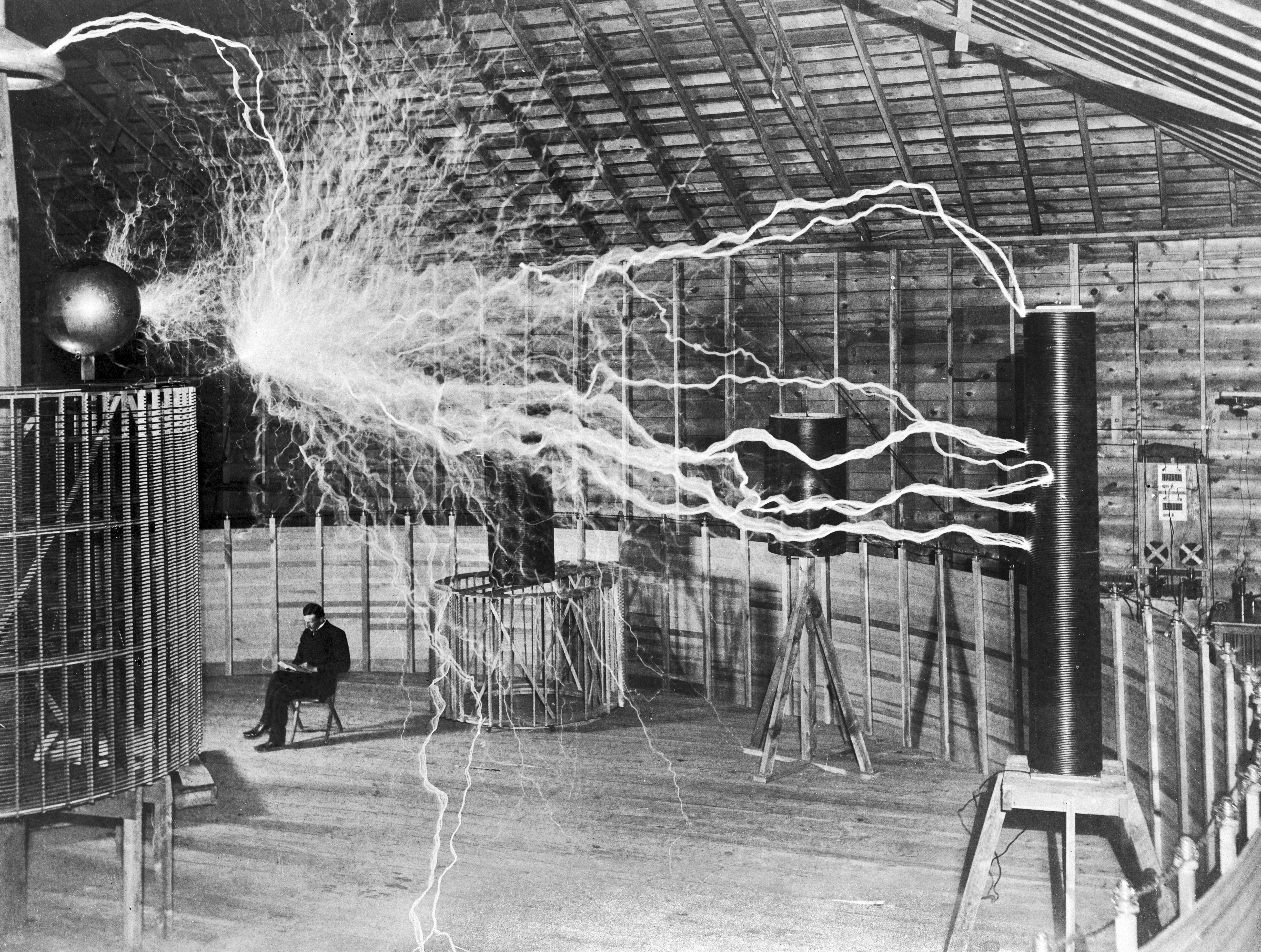
Famosa fotografía del inventor Nikola Tesla en su laboratorio en diciembre de 1899, supuestamente sentado leyendo junto a su gigantesco "transmisor de aumento" generador de alto voltaje mientras la máquina producía enormes rayos de electricidad. La foto fue un truco promocional del fotógrafo Dickenson V. Alley hecha con una doble exposición. Primero se fotografiaron las enormes chispas de la máquina en la habitación a oscuras, luego se expuso la placa fotográfica nuevamente con la máquina apagada y Tesla sentado en la silla. En sus Notas de Colorado Springs, Tesla admitió que la foto es falsa: "¡Por supuesto, la descarga no se estaba reproduciendo cuando el experimentador fue fotografiado, como podría imaginarse!"

La exposición doble es una técnica fotográfica muy antigua que consiste en conseguir realizar dos fotografías en el mismo fotograma. Es decir, exponer dos veces la luz en un mismo cuadro de película durante dos instantes diferentes. De este modo las dos imágenes se yuxtaponen y crean una tercera que produce un efecto muy interesante.
Antiguamente esta técnica era llevada a cabo mediante el uso del sistema analógico. Usando el analógico se trataba de no pasar el carrete para que la segunda imagen quedara grabada al negativo ya expuesto. Actualmente, con el uso del sistema digital, existen varias formas de realizar la doble exposición.

## Historia

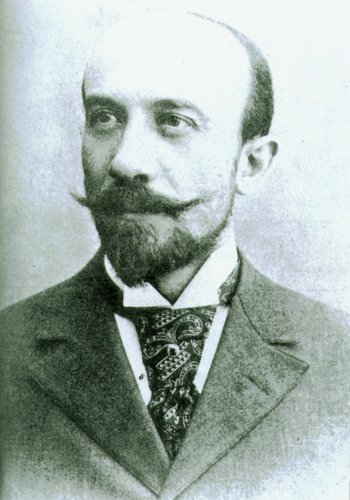
Georges Méliès, director del teatro Robert Houdin de Paris, mago ilusionista, director de teatro y director de cine.

### Orígenes[3]
Georges Méliès fue considerado uno de los pioneros en la creación del cine de atracciones, teniendo en cuenta la creación de trucos y efectos especiales que este incorporó a sus películas de finales del siglo XIX y principios del siglo XX. Se puede decir que Méliès se convirtió en el creador de casi la totalidad de los trucos que los directores que lo precedieron utilizaron para la realización de sus películas.
Teniendo en cuenta estas consideraciones, podemos decir que Georges Méliès fue uno de los creadores de la técnica que actualmente conocemos con el nombre de "doble exposición".  Méliès se sirvió de este truco para hacer aparecer y desaparecer personajes de manera gradual. Grababa una o varias veces sobre una misma cinta, con el objetivo de conseguir sobre impresionar imágenes. Este tipo de sobre impresiones las podemos encontrar en reservas de negativo sobre fondo negro. La obra de Méliès donde podemos encontrar el uso más representativo de esta técnica es Las cartas vivantes (1904).
Otros directores que forman parte de los orígenes del cine se sirvieron de este tipo de técnica. Cinematógrafos como Charles Chaplin, Luis Buñuel o Buster Keaton. Por ejemplo, El perro andaluz (1929), película del surrealista Luis Buñuel, se sirvió de la doble exposición para producir un efecto fantasmagórico, el espectador observa la figura de un ciclista sobre la imagen de una calle. O bien a The playhouse (1921), Buster Keaton utilizará en algunos planes el recurso de doble exposición, con objeto de conseguir un efecto cómico.

### Actualidad
Durante el periodo de tiempo en el que tan solamente existían las cámaras analógicas y los rollos de películas, algunos fotógrafos creían que este efecto destrozaba sus retratos, otros veían en esta técnica una posible herramienta para desarrollar y crear imágenes creativas.
Hoy en día se crean múltiples exposiciones intencionadamente, sea manipulando digitalmente o creando directamente a través de cámaras como Lomo u otras con la capacidad de realizar dobles exposiciones. Las escenas iniciales de los títulos de crédito de la serie True Detective (estrenada el 2014), por ejemplo, están compuestas de sobre impresiones de imágenes animadas y de la serie, modificadas digitalmente.
Ciertamente, la técnica de doble exposición permite a los artistas expresar varias ideas y esto es el que hace que se siga utilizando y al mismo tiempo explorando, todavía en el presente.

## Sistema Analógico

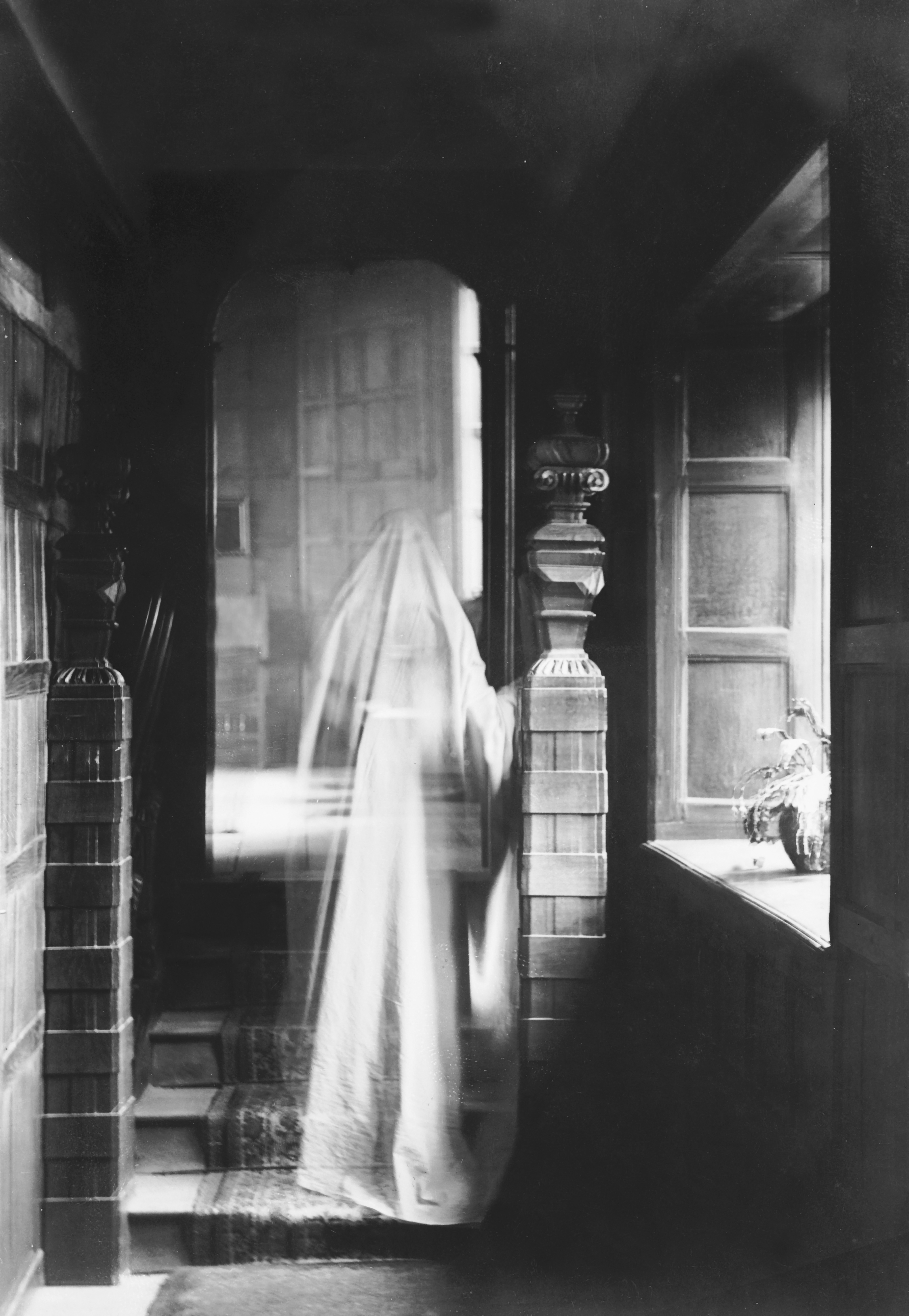
Imagen estereotipada de un fantasma como si llevara una sábana blanca, producida con doble exposición, año 1899.en Lewiston, Estados Unidos.

En los orígenes, con las cámaras analógicas, la exposición se conseguía disparando dos fotografías una detrás de la otra, sin pasar el carrete. Se utilizaba el mismo espacio de la película o negativo para disparar dos fotos diferentes, una encima de la otra.

## Sistema Digital[5]
Actualmente usando las cámaras reflex digitales, existen principalmente dos maneras de conseguir crear el efecto de doble exposición.

### Usando la cámara
Existen cámaras digitales que ya llevan incorporada una función, "Doble Exposición" o bien "Exposición Múltiple", que permite conseguir el efecto de doble exposición desde la misma cámara. Esta función dispara una primera fotografía y a continuación la sobre impresiona sobre un segundo encuadre y vuelve a disparar, obteniendo como resultado final una doble exposición ya hecha. Cámaras como la Nikon D3100, D5100 o bien la D7000.
Otras cámaras ofrecen la opción de fusionar las dos fotografías una vez ya han sido capturadas. Esta función la podemos encontrar con el nombre de "Superposición de imagen"

### Programas de edición;Photoshop
En caso de que no se disponga de cámara que permita realizar este tipo de acciones, existen alternativas como el uso de programas de edición, hoy en día ya muy desarrollados. Teniendo en cuenta el Photoshop como herramienta profesional de edición, también se tiene que tener presente la existencia otros programas de edición y aplicaciones para móvil que ocupan un espacio muy importante en la actualidad.